# Paratemnopis
Paratemnopis is een kevergeslacht uit de familie van de boktorren (Cerambycidae). De wetenschappelijke naam van het geslacht werd voor het eerst geldig gepubliceerd in 1978 door Martins.

## Soorten
Paratemnopis is monotypisch en omvat slechts de volgende soort:
- Paratemnopis ambigua (Melzer, 1927)